# Norman Edge
Norman Edge (* 29. April 1934 in Jersey City, New Jersey; † 4. Juni 2018) war ein US-amerikanischer Jazzmusiker (Kontrabass).

## Leben und Wirken
Edge spielte während der Ableistung seines Militärdienstes in einer Armeeband und diente danach mehrere Jahre in der Nationalgarde. In dieser Zeit spielte er mit dem Pianisten Morris Nanton, mit dem er 1958 das Album Flower Drum Song (Warner Bros, mit Osie Johnson) einspielte und in den nächsten 50 Jahren regelmäßig zusammenarbeitete, zu hören auf dessen Prestige-Alben Preface (1964), Something We’ve Got (1965) und Soul Fingers (1966). Ferner ist er auf Alben von Gene Ammons (Bad! Bossa Nova, 1962), The Manhattan Brass Choir (ABC-Paramount, 1967, mit Clark Terry und Urbie Green) und mit Sandy Sasso/Nelson Riddle zu hören. Edge unterrichtete in öffentlichen Schulen in Edison, gab Privatunterricht und spielte daneben in Orchestern und Jazzbands. Im Bereich des Jazz war er zwischen 1958 und 2002 an elf Aufnahmesessions beteiligt. Edge lebte zuletzt in Metuchen, New Jersey.